# كويتش
كويتش هي قرية في مقاطعة مشكين شهر، إيران. يقدر عدد سكانها بـ 425 نسمة بحسب إحصاء 2016.